# Ernst Moritz Geyger

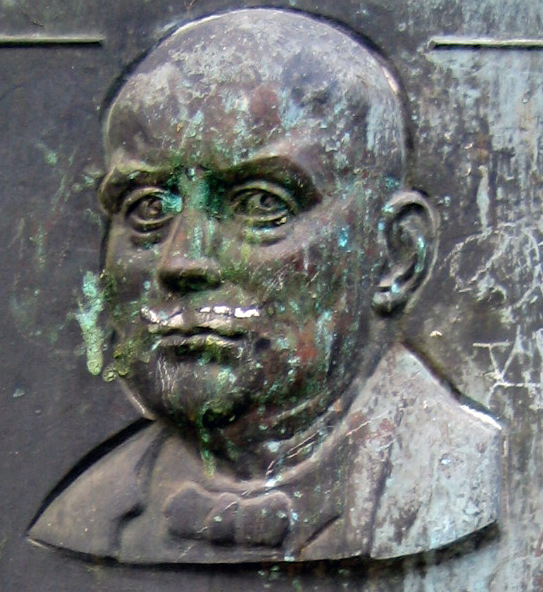
Ernst Moritz Geyger auf Gedenktafel

Ernst Moritz Geyger (* 9. November 1861 in Rixdorf; † 29. Dezember 1941 in Marignolle bei Florenz, Italien) war ein deutscher Bildhauer, Medailleur, Maler und Radierer. Er gilt als ein Vertreter der Berliner Bildhauerschule.

## Leben
Die Familie Geyger verließ um 1824 ihre Heimat in Neuchâtel und siedelte sich zum Teil in der Umgebung von Berlin, der damaligen Gemeinde Deutsch-Rixdorf, zum Teil im Raum Hannover an. Sein Vater Gustav Ernst Geyger, Rektor der 77. Gemeindeschule Berlin, heiratete 1858 Albertina Lisetta Ida Brückner. Geyger hatte zwei Geschwister, darunter Elfriede, genannt Lisa, die wie ihre Geschwister einer „Lehrerdynastie“ entstammte.
Am 9. November 1861 wurde Ernst Moritz Geyger im Haus Mühlenstraße 7 (heute Karl-Marx-Platz 16–18) geboren. Eine Gedenktafel von Otto Drengwitz am Haus erinnert an den Rixdorfer Künstler.

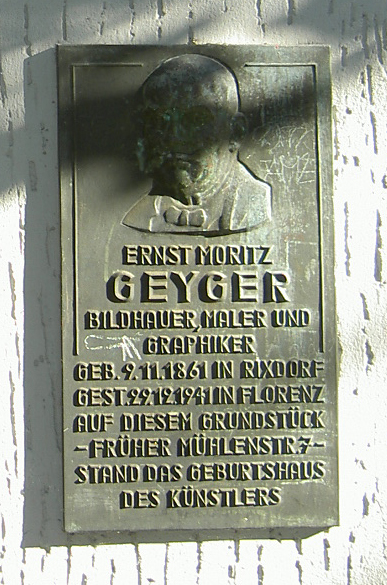
Gedenktafel für Ernst Moritz Geyger

1877 begann Geyger im Alter von sechzehn Jahren eine künstlerische Ausbildung in der Malklasse der Kunstschule in Berlin und wechselte bis 1884 an die Berliner Kunstakademie. Hier führte er als Schüler von Paul Thumann, Otto Knille, Max Michael und Paul Meyerheim seine Ausbildung fort. Nach dem Abschluss an der Akademie und dem vergeblichen Versuch, im Meisteratelier von Anton von Werner unterzukommen, war Geyger als freischaffender Maler tätig. Zusätzlich widmete er sich der Graphik, wechselte in seinen Werken ab 1886 jedoch in die Radierkunst und den Kupferstich. In dieser Zeit bekamen seine parodisierenden Tierdarstellungen viel Zuspruch, so zum Beispiel der Kranich als „Prediger in der Wüste“, „Der Elephant bei der Toilette“ und „Die große Affendisputation“. Da ihn die Malerei nicht mehr ausreichend befriedigte, wandte er sich ab 1886 auch bildhauerischen Arbeiten zu, ohne eine entsprechende Ausbildung zu haben.
Bald bildete er sich künstlerisch weiter, indem er Florenz und Berlin besuchte. 1893 erhielt Geyger eine Professur an der Dresdner Kunstakademie als Leiter des Kupferstich-Meisterateliers. Den akademischen Zwang nicht akzeptierend, verließ er Dresden bereits nach fünf Monaten. Er konzentrierte sich nunmehr wieder auf das Studium ausländischer Kunst. Einen Aufenthalt in Paris nutzte er, um die Herstellung seiner Pergament-Drucke und Güsse kleinplastischer Silber- und Bronzearbeiten zu kontrollieren.
1895 ließ er sich bei Florenz nieder und richtete sich in der Mediceer-Villa Marignolle eine Werkstatt ein. Ein Schüleratelier unterhielt er in Florenz, ein zweites Atelier in Berlin. 1902 entstand sein wohl bekanntestes Werk, das heute unter anderem am Dresden-Neustädter Elbufer und im Park von Schloss Sanssouci in Potsdam zu sehen ist, der oft kopierte Bogenschütze.
Von 1900 bis 1904 hielt sich Geyger wieder in Berlin auf. Hier verklagte er 1903 den Künstler Max Klinger wegen Verleumdung, denn Klinger hatte in einem Zeitungsartikel behauptet, er habe Stiftungsgelder unterschlagen wollen. Geyger gewann diesen Prozess.
Nach einem Ruf im Jahr 1918 als Professor des Meisterateliers für Graphik an die Berliner Kunstakademie blieb Geyger bis zum 31. März 1927 in diesem Amt. Danach wählte er Florenz als ständigen Wohnsitz.
Geyger war 1937 und 1938 auf den Großen Deutschen Kunstausstellungen in München vertreten, wobei Adolf Hitler 1938 sein Ölgemälde Stier erwarb. Hitler erwarb weitere Bilder Geygers und erkannte ihm 1936 einen Ehrensold zu. 1938/1939 nahm Geyger an der zweiten deutschen Architekturausstellung im Münchner Haus der Deutschen Kunst mit dem Objekt Bogenschütze am Königsufer in Dresden teil. Nur wenige Tage vor seinem Tod erhielt Geyger 1941 die Goethe-Medaille für Kunst und Wissenschaft.
Seine Asche wurde auf dem Ulmer Friedhof beigesetzt.

## Werke (Auswahl)
- 1883: Tierstudie (Bild), Lutherbild (Bild)
- 1895: Der Riese
- 1895: Bogenschütze (Kupfertreibarbeit ausgeführt 1901 von Gustav Lind), im Park Sanssouci, Potsdam
- 1901: Stier, im Volkspark Humboldthain, Berlin
- 1902: vier Kopien der Bogenschütze (Bronzefigur) von 1895, sie wurden in Dresden, Hannover, Ludwigshafen und Kopenhagen aufgestellt, Neuaufstellung 1936 im Staudengarten am Neustädter Elbufer in Dresden als politische Geste
- 1903: Malayen-Bär (Bronzefigur)
- Dornausziehender Affe, im Albertinum in Dresden
- 1912: Pecunia non olet (Bild)
- 1915: Märchenbrunnen (früher: Deutscher Wald, auch Symbol des Waldesdomes, Brunnen mit Bronzefiguren), siehe Märchenbrunnen im Schulenburgpark

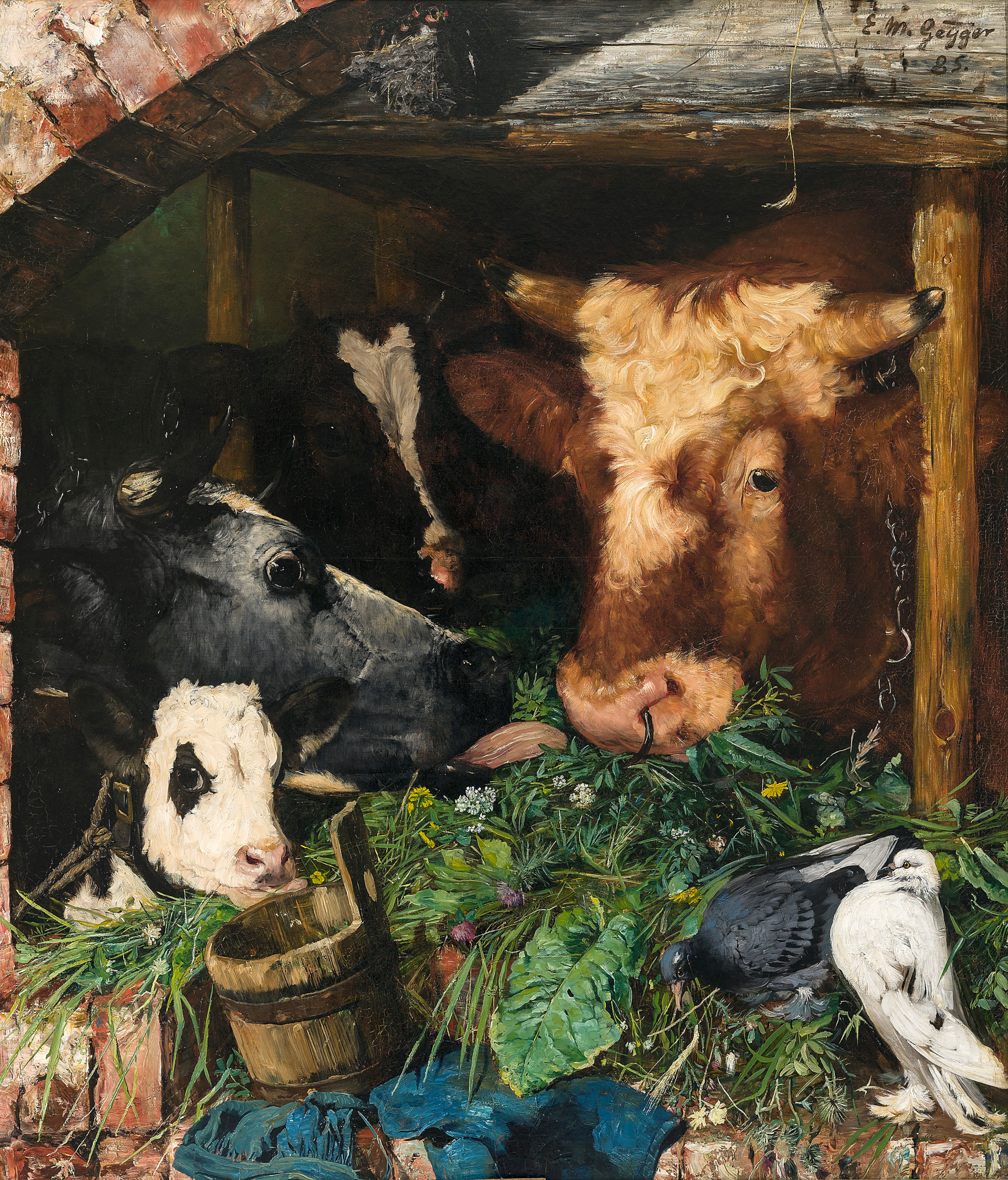
Viehfütterung, 1885
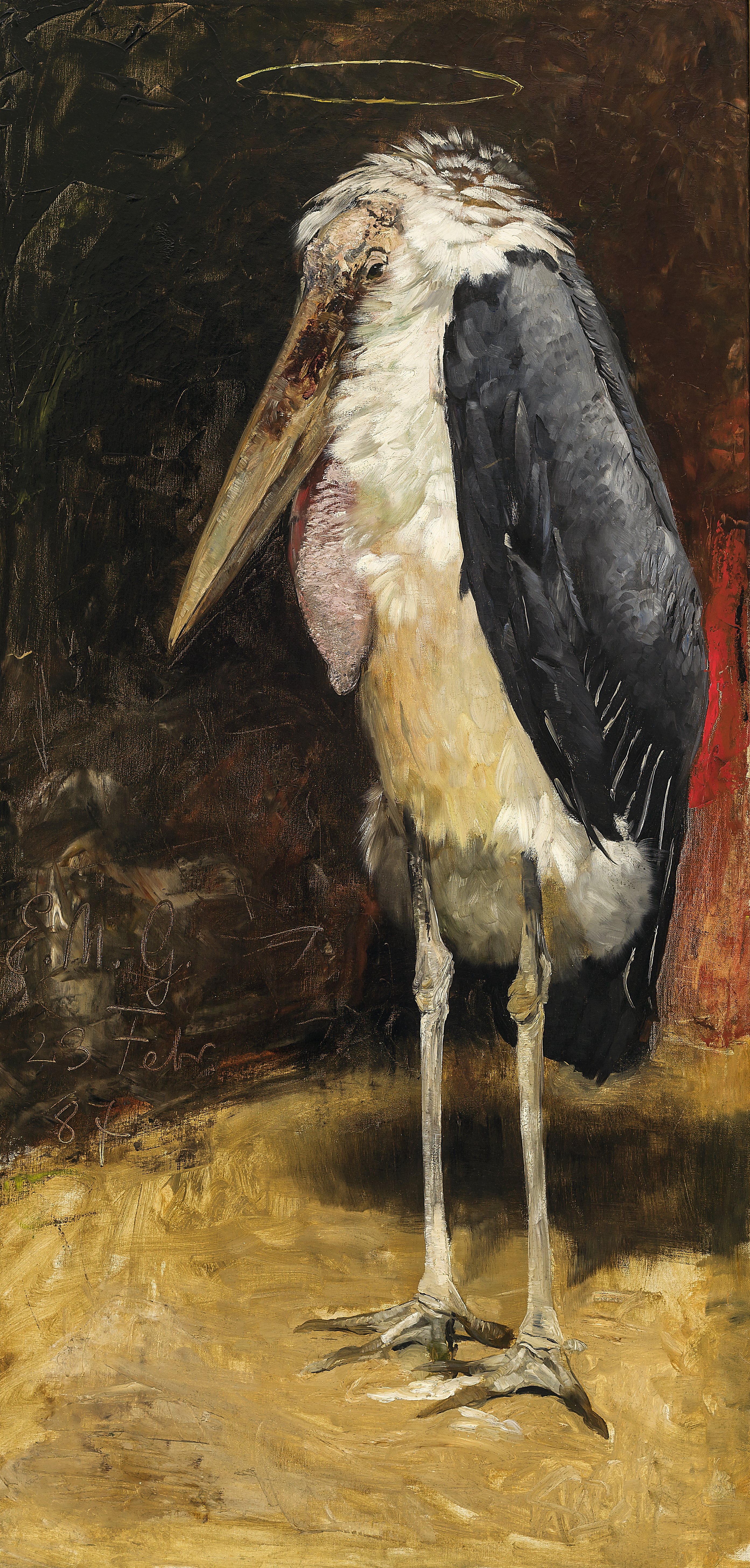
Die Weisheit, 1887
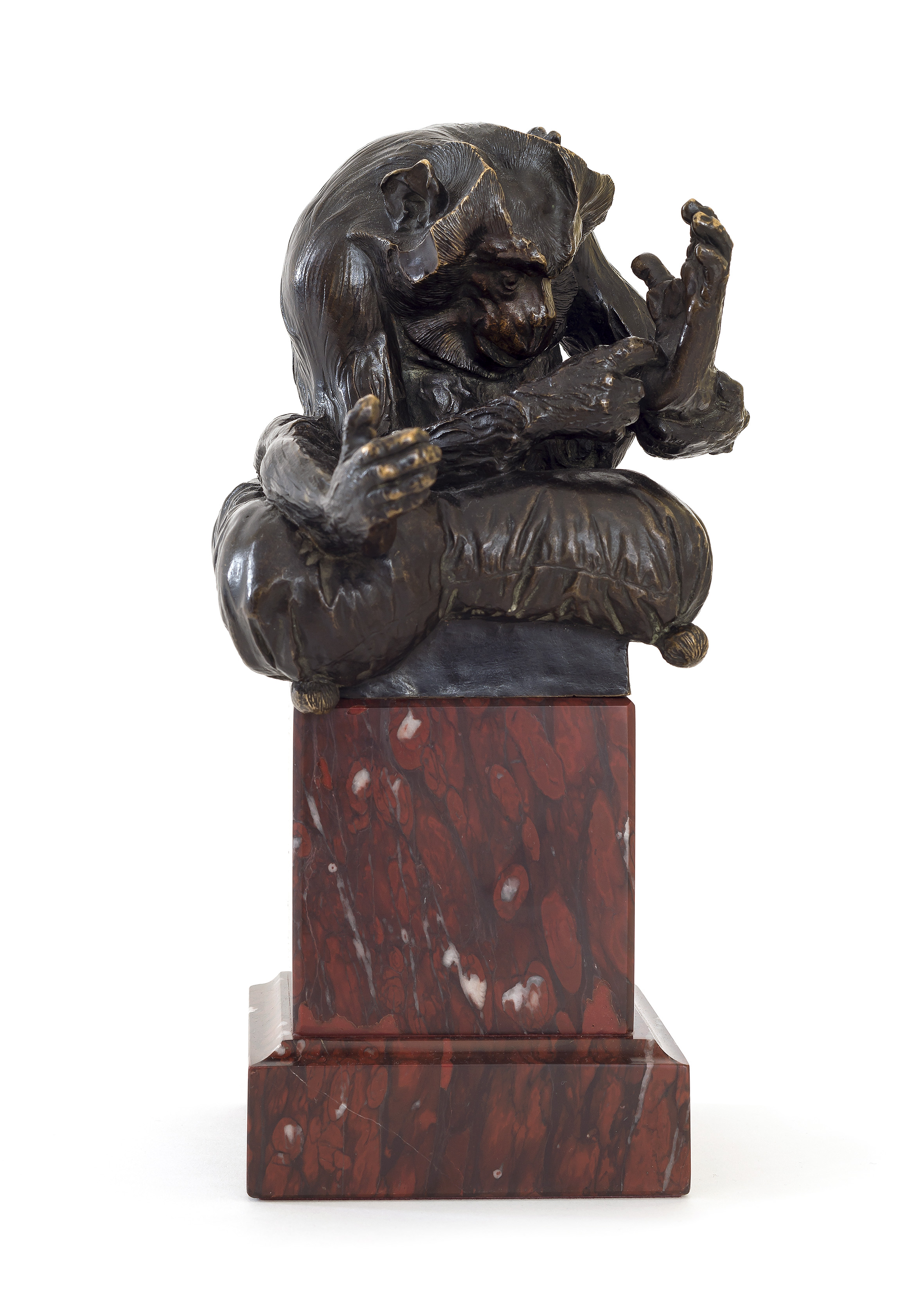
Der Dornauszieher, 1891
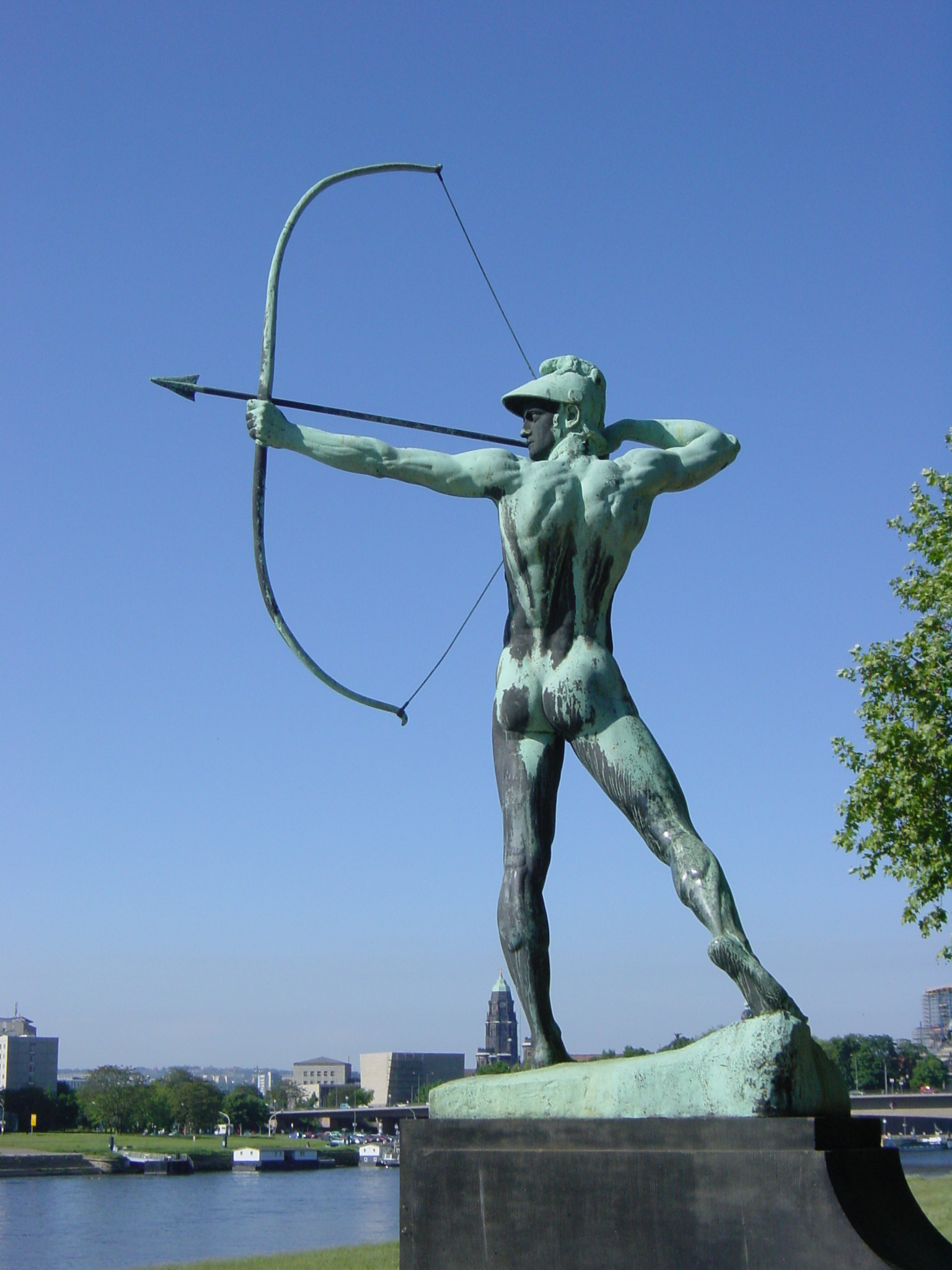
Bogenschütze am Elbufer in Dresden
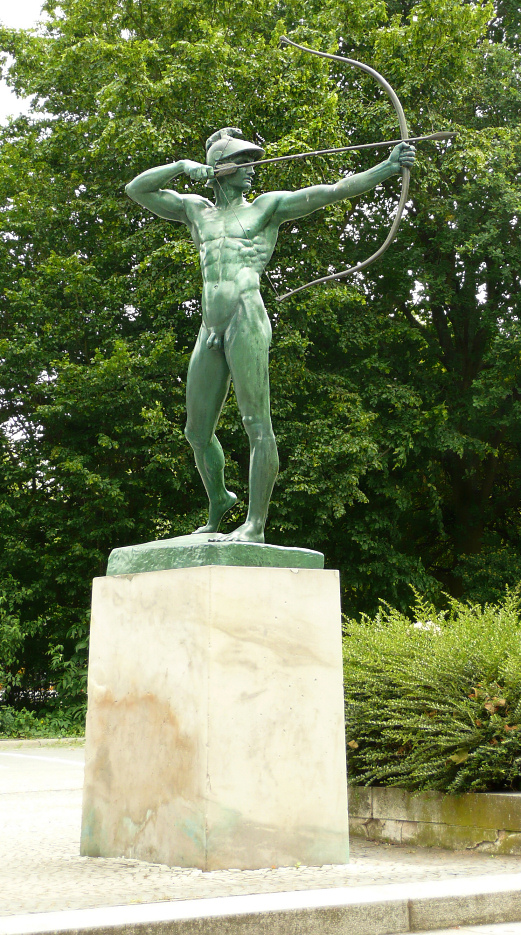
Bogenschütze auf dem Platz der Menschenrechte in Hannover
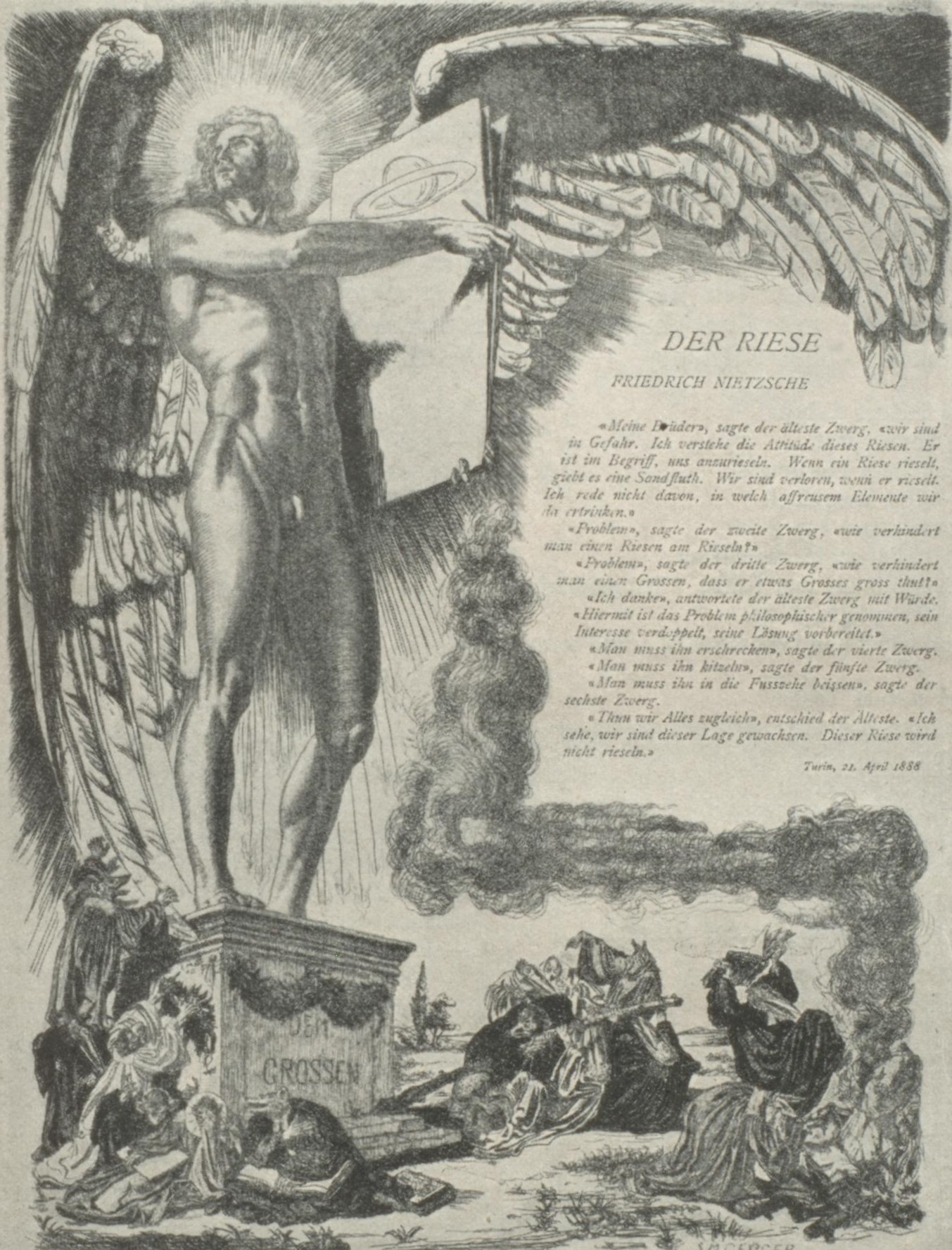
Illustration zu Friedrich Nietzsche, Der Riese, in: Pan (1895)

## Auszeichnungen
- 1941 Goethe-Medaille für Kunst und Wissenschaft, verliehen durch Adolf Hitler

## Postume Ehrungen
- Gedenktafel am Geburtshaus Karl-Marx-Platz 16–18 in Berlin-Neukölln
- Benennung der Geygerstraße zwischen Sonnenallee und Donaustraße in Berlin-Neukölln (am 27. März 1912 beschlossen durch die Gemeindeverwaltung Rixdorf)[8]